# Estación de San Francisco
San Francisco es una estación de la línea 11 del Metro de Madrid ubicada bajo la avenida de los Poblados, en el madrileño distrito de Carabanchel. La estación abrió al público el 18 de diciembre de 2006.

## Accesos
Vestíbulo San Francisco
- Avda. Los Poblados, impares Avenida Los Poblados, 91 (esquina C/ Albox, 35)
- Avda. Los Poblados, pares Avenida Los Poblados, 102
- Ascensor Avda. Los Poblados, 102

## Líneas y conexiones

### Metro
| << cabecera    | < estación  | línea | estación >       | cabecera >> |
| -------------- | ----------- | ----- | ---------------- | ----------- |
| Plaza Elíptica | Pan Bendito |       | Carabanchel Alto | La Fortuna  |

### Autobuses
| Diurnos   |                           |                                     |
| Línea     | Destino                   | Parada                              |
| 47        | Carabanchel Alto          | 2452 METRO SAN FRANCISCO            |
| 118       | La Peseta                 | 2452 METRO SAN FRANCISCO            |
| 47        | Atocha                    | 2454 PLAZA DE LOS NAVARROS          |
| 108       | Oporto                    | 2454 PLAZA DE LOS NAVARROS          |
| 118       | Embajadores               | 2454 PLAZA DE LOS NAVARROS          |
| 121       | Campamento                | 3184 METRO SAN FRANCISCO            |
| 131       | Campamento                | 3184 METRO SAN FRANCISCO            |
| 155       | Aluche                    | 3184 METRO SAN FRANCISCO            |
| 121       | Hospital 12 de Octubre    | 3185 METRO SAN FRANCISCO            |
| 131       | Villaverde Alto           | 3185 METRO SAN FRANCISCO            |
| 155       | Plaza Elíptica            | 3185 METRO SAN FRANCISCO            |
| 108       | Cementerio de Carabanchel | 4858 PLAZA DE LOS NAVARROS          |
| Nocturnos |                           |                                     |
| Línea     | Destino                   | Parada                              |
| N16       | La Peseta                 | 2453 AVENIDA DE LOS POBLADOS-SECOYA |
| N16       | Plaza de Cibeles          | 2454 PLAZA DE LOS NAVARROS          |

| Diurnos |                            |                                 |              |
| Línea   | Destino                    | Parada                          | Operador     |
| 485     | Madrid (Aluche)            | 2453 AV. POBLADOS-ALISEDA       | Martín, S.A. |
| 485     | Leganés (Norte-Montepinos) | 3186 AV. POBLADOS-SECOYA (nº92) | Martín, S.A. |